# Lladorre
Lladorre là một đô thị trong tỉnh Lleida, cộng đồng tự trị Cataluña Tây Ban Nha. Đô thị Lladorre có diện tích là 146,99 ki-lô-mét vuông, dân số năm 2009 là 232 người với mật độ 1,58 người/km². Đô thị Lladorre có cự ly km so với tỉnh lỵ Lleida.